# Saison 2020-2021 des Stars de Dallas
Autres saisons
Saison précédente Saison suivante
La saison 2020-2021 des Stars de Dallas est la 54e saison de hockey sur glace jouée par la franchise dans la Ligue nationale de hockey. Cette saison est particulière, à cause de la pandémie de la Covid-19, débute en janvier et se dispute sur un calendrier condensé de 56 matchs.

## Avant-saison

### Contexte
Après un parcours inattendu jusqu’en finale de la Coupe Stanley la saison passée, les fans et experts attendent beaucoup de cette formation. Ils enregistrent le départ de joueur de soutien, tels que Martin Hanzal, Mattias Janmark et Corey Perry et décident de puiser dans leur bassin de jeunes espoirs pour les remplacer, plutôt que d’aller chercher un joueur sur le marché des transferts.

### Mouvements d’effectifs

#### Transactions
| Date            | Acquisition des Stars                        | Partenaire d'échange | Acquisition du partenaire |
| --------------- | -------------------------------------------- | -------------------- | ------------------------- |
| 17 juillet 2021 | Choix de troisième tour au Repêchage de 2021 | Canucks de Vancouver | Jason Dickinson           |

#### Signatures d'agent libre
| Joueur              | Date            | Ancienne franchise               | Durée du contrat |
| ------------------- | --------------- | -------------------------------- | ---------------- |
| Mark Pysyk          | 10 octobre 2020 | Panthers de la Floride           | 1 an             |
| Julius Honka        | 30 octobre 2020 | JYP Jyväskylä                    | 1 an             |
| Mavrik Bourque      | 1er mars 2021   | Cataractes de Shawinigan         | 3 ans            |
| Jordan Kawaguchi    | 31 mars 2021    | Fighting Hawks du Dakota du Nord | 1 an             |
| Adam Scheel         | 2 avril 2021    | Fighting Hawks du Dakota du Nord | 2 ans            |
| Oskar Bäck          | 21 avril 2021   | Färjestad BK                     | 3 ans            |
| Jacok Peterson      | 27 avril 2021   | Färjestad BK                     | 2 ans            |
| Ievgueni Oksentiouk | 7 juin 2021     | HK Iounost Minsk                 | 3 ans            |

#### Départs d'agent libre
| Joueur           | Date             | Franchise suivante       |
| ---------------- | ---------------- | ------------------------ |
| Gavin Bayreuther | 9 octobre 2020   | Blue Jackets de Columbus |
| Mattias Janmark  | 12 octobre 2020  | Blackhawks de Chicago    |
| Corey Perry      | 28 décembre 2020 | Canadiens de Montréal    |
| Josh Melnick     | 23 janvier 2021  | Stars du Texas           |
| Michael Mersch   | 6 février 2021   | Americans de Rochester   |

#### Prolongations de contrat
| Joueur           | Date            | Durée du contrat |
| ---------------- | --------------- | ---------------- |
| Andrej Sekera    | 4 octobre 2020  | 2 ans            |
| Anton Khoudobine | 9 octobre 2020  | 3 ans            |
| Joel L'Esperance | 11 octobre 2020 | 2 ans            |
| Radek Faksa      | 11 octobre 2020 | 5 ans            |
| Denis Gourianov  | 22 octobre 2020 | 2 ans            |
| Landon Bow       | 24 octobre 2020 | 1 an             |
| Roope Hintz      | 9 novembre 2020 | 3 ans            |
| Joel Hanley      | 14 avril 2021   | 2 ans            |
| Tanner Kero      | 17 mai 2021     | 2 ans            |
| Blake Comeau     | 21 juin 2021    | 1 an             |
| Rhett Gardner    | 24 juin 2021    | 2 ans            |
| Miro Heiskanen   | 17 juillet 2021 | 8 ans            |

#### Réclamé au ballotage
| Joueur       | Date          | Ancienne franchise   |
| ------------ | ------------- | -------------------- |
| Sami Vatanen | 12 avril 2021 | Devils du New Jersey |

#### Retrait de la compétition
| Joueur        | Date            |
| ------------- | --------------- |
| Martin Hanzal | 26 octobre 2020 |
| Stephen Johns | 13 juin 2021    |

### Joueurs repêchés
Les Stars possèdent le 30e choix lors du repêchage de 2020 se déroulant virtuellement. Ils sélectionnent au premier tour Mavrik Bourque, centre des Cataractes de Shawinigan de la  Ligue de hockey junior majeur du Québec. La liste des joueurs repêchés en 2020 par les est la suivante :
| Tour | Choix | Nom                 | Poste          | Nationalité | Équipe précédente                 |
| ---- | ----- | ------------------- | -------------- | ----------- | --------------------------------- |
| 1    | 30    | Mavrik Bourque      | Centre         | Canada      | Cataractes de Shawinigan (LHJMQ)  |
| 4    | 123   | Antonio Stranges    | Ailier gauche  | États-Unis  | Knights de London (SHL)           |
| 5    | 154   | Daniel Ljungman     | Ailier droit   | Suède       | Linköping HC U20 (J20 Superelit)) |
| 6    | 162   | Ievgueni Oksentiouk | Ailier gauche  | Biélorussie | Firebirds de Flint (LHO)          |
| 6    | 185   | Remi Poirier        | Gardien de but | Canada      | Olympiques de Gatineau (LHJMQ)    |

Les Stars ont également cédé trois de leurs choix d'origine :
- le 61e, un choix de deuxième tour aux Golden Knights de Vegas le 26 juin 2017 en compagnie de Dylan Ferguson, en retour de Marc Methot[32].
- le 92e, un choix de troisième tour aux Rangers de New York le 23 février 2019 en compagnie d'un choix de deuxième tour 2019, en retour de Mats Zuccarello Aasen[33].
- le 216e, un choix de septième tour acquis par les Sabres de Buffalo lors d'un échange le 10 novembre 2018 en retour de Taylor Fedun[34].

## Composition de l'équipe
L'équipe 2020-2021 des Stars est entraînée au départ par Richard Bowness, assisté de Kelly Forbes, Derek Laxdal, Todd Nelson, Jeff Reese et John Stevens ; le directeur général de la franchise est James Nill.
Les joueurs utilisés depuis le début de la saison sont inscrits dans le tableau ci-dessous. Les buts des séances de tir de fusillade ne sont pas comptés dans ces statistiques. Certains des joueurs ont également joué des matchs avec l'équipe associée aux Stars : les Stars du Texas, franchise de la Ligue américaine de hockey.
En raison de la pandémie, la ligue met en place un encadrement élargis appelé Taxi-squad. Il s'agit de joueurs se tenant à disposition avec l'équipe prêt à remplacer un joueur qui serait tester positif à la COVID-19. Cinq parmi eux n'ont disputé aucune rencontre avec les Stars, il s'agit de Mavrik Bourque, de Landon Bow, de Taylor Fedun, de Colton Point et de Jerad Rosburg.
| No | Nationalité | Joueur           | PJ | V  | D  | DP | Min   | BC | BL | Moy  | %Arr | A | Pun | Commentaire |
| -- | ----------- | ---------------- | -- | -- | -- | -- | ----- | -- | -- | ---- | ---- | - | --- | ----------- |
| 29 | États-Unis  | Jake Oettinger   | 29 | 11 | 8  | 7  | 1 604 | 63 | 1  | 2,36 | 91,1 | 1 | 4   |             |
| 35 | Russie      | Anton Khoudobine | 32 | 12 | 11 | 7  | 1 795 | 76 | 3  | 2,54 | 90,5 | 2 | 2   |             |

| No | Nationalité | Joueur            | PJ | B | A  | Pts | Pun | Commentaire                                        |
| -- | ----------- | ----------------- | -- | - | -- | --- | --- | -------------------------------------------------- |
| 2  | Canada      | Jamieson Oleksiak | 56 | 6 | 8  | 14  | 35  |                                                    |
| 3  | Suède       | John Klingberg    | 53 | 7 | 29 | 36  | 23  | assistant capitaine                                |
| 4  | Finlande    | Miro Heiskanen    | 55 | 8 | 19 | 27  | 12  |                                                    |
| 5  | Slovaquie   | Andrej Sekera     | 46 | 3 | 2  | 5   | 4   |                                                    |
| 13 | Canada      | Mark Pysyk        | 36 | 3 | 1  | 4   | 20  |                                                    |
| 23 | Finlande    | Esa Lindell       | 56 | 5 | 11 | 16  | 19  | assistant capitaine                                |
| 44 | Canada      | Joel Hanley       | 35 | 0 | 8  | 8   | 2   |                                                    |
| 45 | Finlande    | Sami Vatanen      | 9  | 0 | 0  | 0   | 2   | A commencé la saison avec les Devils du New Jersey |

| No | Nationalité        | Joueur             | Poste | PJ | B  | A  | Pts | Pun | Commentaire           |
| -- | ------------------ | ------------------ | ----- | -- | -- | -- | --- | --- | --------------------- |
| 10 | Canada             | Ty Dellandrea      | C     | 26 | 3  | 2  | 5   | 23  |                       |
| 11 | Canada             | Andrew Cogliano    | C     | 54 | 5  | 6  | 11  | 24  |                       |
| 12 | République tchèque | Radek Faksa        | C     | 55 | 6  | 8  | 14  | 30  |                       |
| 14 | Canada             | Jamie Benn         | AG    | 52 | 11 | 24 | 35  | 33  | capitaine de l'équipe |
| 15 | Canada             | Blake Comeau       | AG    | 51 | 4  | 10 | 14  | 37  |                       |
| 16 | États-Unis         | Joe Pavelski       | C     | 56 | 25 | 26 | 51  | 16  | assistant capitaine   |
| 17 | Canada             | Nicholas Caamano   | AD    | 24 | 0  | 1  | 1   | 17  |                       |
| 18 | Canada             | Jason Dickinson    | C     | 51 | 7  | 8  | 15  | 18  |                       |
| 21 | États-Unis         | Jason Robertson    | AG    | 51 | 17 | 28 | 45  | 16  |                       |
| 24 | Finlande           | Roope Hintz        | AG    | 41 | 15 | 28 | 43  | 4   |                       |
| 25 | Finlande           | Joel Kiviranta     | AG    | 26 | 6  | 5  | 11  | 6   |                       |
| 34 | Russie             | Denis Gourianov    | AD    | 55 | 12 | 18 | 30  | 21  |                       |
| 37 | Canada             | Justin Dowling     | C     | 27 | 1  | 4  | 5   | 6   |                       |
| 38 | États-Unis         | Joel L'Esperance   | C     | 12 | 2  | 0  | 2   | 2   |                       |
| 47 | Russie             | Aleksandr Radoulov | AD    | 11 | 4  | 8  | 12  | 6   |                       |
| 49 | Canada             | Rhett Gardner      | C     | 28 | 1  | 1  | 2   | 8   |                       |
| 64 | États-Unis         | Tanner Kero        | C     | 39 | 3  | 7  | 10  | 6   |                       |
| 91 | Canada             | Tyler Seguin       | C     | 3  | 2  | 0  | 2   | 0   | assistant capitaine   |

## Saison régulière

### Match après match
Cette section présente les résultats de la saison régulière qui s'est déroulée du 13 janvier au 12 mai. Le calendrier de cette dernière est annoncé par la ligue le 23 décembre 2020.
Nota : les résultats sont indiqués dans la boîte déroulante ci-dessous afin de ne pas surcharger l'affichage de la page. La colonne « Fiche » indique à chaque match le parcours de l'équipe au niveau des victoires, défaites et défaites en prolongation ou lors de la séance de tir de fusillade (dans l'ordre). La colonne « Pts » indique les points récoltés par l'équipe au cours de la saison. Une victoire rapporte deux points et une défaite en prolongation, un seul.
| No | Date       | Adversaire   | Lieu      | Score    | Buteur(s) des Hurricanes | Fiche    | Pts | Gardien de but | Patinoire                | Résumé     |
| -- | ---------- | ------------ | --------- | -------- | --- | -------- | --- | -------------- | ------------------------ | ---------- |
| 1  | 22 janvier | Predators    | Dallas    | 0-7      | Pavelski (Radulov - Heiskanen) Radulov (Pavelski) Gurianov (Klingberg - Hintz) Radulov (Kiviranta - Pavelski) Lindell Pavelski (Hintz - Klingberg) Kiviranta (Klingberg - Dickinson)  | 1-0-0    | 2   | Khudobin       | American Airlines Center | [ fdm 1 ]  |
| 2  | 24 janvier | Predators    | Dallas    | 2-3      | Gurianov (Pavelski - Hintz) Hintz (Pavelski - Khudobin) Pavelski (Hintz - Klingberg)                                                                                                  | 2-0-0    | 4   | Khudobin       | American Airlines Center | [ fdm 2 ]  |
| 3  | 26 janvier | Red Wings    | Dallas    | 1-2 (P)  | Klingberg (Gurianov - Pavelski) Dickinson (Klingberg - Gurianov) | 3-0-0    | 6   | Khudobin       | American Airlines Center | [ fdm 3 ]  |
| 4  | 28 janvier | Red wings    | Dallas    | 3-7      | Pavelski (Kero - Heiskanen) Cogliano (Dowling - Gurianov) Gurianov Oleksiak (Heiskanen - Kero) Dellandrea (Heiskanen - Radulov) Dowling (Dickinson - Gurianov) Klingberg (Dellandrea) | 4-0-0    | 8   | Oettinger      | American Airlines Center | [ fdm 4 ]  |
| 5  | 30 janvier | Hurricanes   | Raleigh   | 1-4      | Pavelski (Radulov - Klingberg) | 4-1-0    | 8   | Khudobin       | PNC Arena                | [ fdm 5 ]  |
| 6  | 31 janvier | Hurricanes   | Raleigh   | 3-4 (TF) | Oleksiak (Benn) · Cogliano (Comeau - Heiskanen) · Benn (Radulov - Khudobin) · TF : Pavelski - Radulov - Benn                                                                          | 4-1-1    | 9   | Khudobin       | PNC Arena                | [ fdm 6 ]  |
| 7  | 2 février  | Blue Jackets | Columbus  | 6-3      | Pavelski (Klingberg - Benn) Pavelski (Klingberg) Benn (Pavelski) Gurianov (Radulov - Hintz) Faksa (Comeau - Cogliano) Radulov (Pavelski - Benn)                                       | 5-1-1    | 11  | Oettinger      | Nationwide Arena         | [ fdm 7 ]  |
| 8  | 4 février  | Blue Jackets | Columbus  | 3-4      | Hintz (Gurianov - Radulov) Dickinson (Radulov - Heiskanen) Benn (Radulov - Pavelski)                                                                                                  | 5-2-1    | 11  | Khudobin       | Nationwide Arena         | [ fdm 8 ]  |
| 9  | 7 février  | Blackhawks   | Dallas    | 2-1 (P)  | Robertson (Heiskanen - Faksa) | 5-2-2    | 12  | Oettinger      | American Airlines Center | [ fdm 9 ]  |
| 10 | 9 février  | Blackhawks   | Dallas    | 2-1 (P)  | Hintz (Robertson) | 5-2-3    | 13  | Oettinger      | American Airlines Center | [ fdm 10 ] |
| 11 | 11 février | Hurricanes   | Dallas    | 5-3      | Pysyk (Robertson - Gurianov) Hintz (Gurianov - Robertson) Pavelski (Klingberg - Heiskanen)                                                                                            | 5-3-3    | 13  | Khudobin       | American Airlines Center | [ fdm 11 ] |
| 12 | 13 février | Hurricanes   | Dallas    | 4-3 (TF) | Dickinson (Cogliano - Comeau) · Robertson (Hintz) · Pavelski (Benn - Klingberg) · TF : Robertson - Pavelski - Gurianov                                                                | 5-3-4    | 14  | Oettinger      | American Airlines Center | [ fdm 12 ] |
| 13 | 22 février | Panthers     | Sunrise   | 1-3      | Comeau (Robertson) | 5-4-4    | 14  | Khudobin       | BB&T Center              | [ fdm 13 ] |
| 14 | 24 février | Panthers     | Sunrise   | 3-0      | Klingberg (Pavelski - Dickinson) Lindell (Faksa - Dowling) Kiviranta (Pavelski) | 6-4-4    | 16  | Khudobin       | BB&T Center              | [ fdm 14 ] |
| 15 | 25 février | Panthers     | Sunrise   | 2-3      | Pavelski (Dowling - Heiskanen) Benn (Klingberg - Faksa) | 6-5-4    | 16  | Oettinger      | BB&T Center              | [ fdm 15 ] |
| 16 | 27 février | Lightning    | Tampa     | 0-5      | | 6-6-4    | 16  | Khudobin       | Amalie Arena             | [ fdm 16 ] |
| 17 | 2 mars     | Lightning    | Dallas    | 2-0      | | 6-7-4    | 16  | Khudobin       | American Airlines Center | [ fdm 17 ] |
| 18 | 4 mars     | Blue Jackets | Dallas    | 3-2      | Heiskanen (Benn - Pavelski) Robertson (Lindell - Klingberg) | 6-8-4    | 16  | Khudobin       | American Airlines Center | [ fdm 18 ] |
| 19 | 6 mars     | Blue Jackets | Dallas    | 0-5      | Dickinson (Sekera) Pavelski (Hintz - Benn) Heiskanen (Caamano - Oleksiak) Hintz (Kiviranta - Hanley) Faksa (Comeau)                                                                   | 7-8-4    | 18  | Oettinger      | American Airlines Center | [ fdm 19 ] |
| 20 | 7 mars     | Predators    | Dallas    | 4-3 (TF) | Faksa (Robertson - Lindell) · Pavelski (Gurianov - Heiskanen) · Robertson (Heiskanen - Benn) · TF : Robertson - Heiskanen - Pavelski                                                  | 7-8-5    | 19  | Oettinger      | American Airlines Center | [ fdm 20 ] |
| 21 | 9 mars     | Blackhawks   | Dallas    | 1-6      | Kiviranta (Hintz - Robertson) Oleksiak (Benn - Gurianov) Klingberg (Dellandrea - Faksa) Pavelski (Robertson) Lindell (Robertson - Kiviranta) Hintz (Robertson)                        | 8-8-5    | 21  | Khudobin       | American Airlines Center | [ fdm 21 ] |
| 22 | 11 mars    | Blackhawks   | Dallas    | 4-2      | Hintz (Oleksiak - Cogliano) Klingberg (Oettinger) | 8-9-5    | 21  | Khudobin       | American Airlines Center | [ fdm 22 ] |
| 23 | 13 mars    | Blue Jackets | Columbus  | 3-4 (P)  | Cogliano (Faksa - Oleksiak) Sekera (Cogliano - Comeau) Gurianov (Dickinson - Benn) | 8-9-6    | 22  | Oettinger      | Nationwide Arena         | [ fdm 23 ] |
| 24 | 14 mars    | Blue Jackets | Columbus  | 2-1 (TF) | Pavelski (Kiviranta - Gardner) · TF : Robertson - Pavelski - Radulov | 9-9-6    | 24  | Oettinger      | Nationwide Arena         | [ fdm 24 ] |
| 25 | 16 mars    | Lightning    | Dallas    | 4-3 (TF) | Heiskanen (Pavelski - Robertson) · Benn (Heiskanen - Pavelski) · Radulov (Benn - Robertson) · TF : Robertson - Pavelski - Radulov                                                     | 9-9-7    | 25  | Oettinger      | American Airlines Center | [ fdm 25 ] |
| 26 | 18 mars    | Red wings    | Détroit   | 2-3      | Hintz (Gurianov - Hanley) Dickinson (Robertson - Klingberg) | 9-10-7   | 25  | Oettinger      | Little Caesars Arena     | [ fdm 26 ] |
| 27 | 20 mars    | Red wings    | Détroit   | 3-0      | Kero (Oleksiak) Sekera (Faksa) Dellandrea (Hintz - Lindell) | 10-10-7  | 27  | Khudobin       | Little Caesars Arena     | [ fdm 27 ] |
| 28 | 21 mars    | Predators    | Dallas    | 4-3 (TF) | Gardner (Lindell - Kero) · Faksa (Robertson - Oleksiak) · Dellandrea (Pavelski - Klingberg) · TF : Robertson - Dellandrea - Pavelski - Klingberg - Benn                               | 10-10-8  | 28  | Khudobin       | American Airlines Center | [ fdm 28 ] |
| 29 | 23 mars    | Lightning    | Dallas    | 2-1      | Hintz (Robertson - Pavelski) | 10-11-8  | 28  | Khudobin       | American Airlines Center | [ fdm 29 ] |
| 30 | 25 mars    | Lightning    | Dallas    | 3-4      | Heiskanen (Comeau) Pavelski (Hintz - Klingberg) Robertson (Pavelski - Hintz) | 11-11-8  | 30  | Oettinger      | American Airlines Center | [ fdm 30 ] |
| 31 | 27 mars    | Panthers     | Dallas    | 4-3 (P)  | Gurianov (Benn - Hanley) Klingberg (Lindell - Faksa) L'Esperance (Hanley - Sekera) | 11-11-9  | 31  | Khudobin       | American Airlines Center | [ fdm 31 ] |
| 32 | 28 mars    | Panthers     | Dallas    | 4-1      | Robertson (Hintz - Klingberg) | 11-12-9  | 31  | Oettinger      | American Airlines Center | [ fdm 32 ] |
| 33 | 30 mars    | Predators    | Nashville | 2-3 (P)  | Robertson (Gurianov - Heiskanen) Hintz (Heiskanen - Klingberg) | 11-12-10 | 32  | Khudobin       | Bridgestone Arena        | [ fdm 33 ] |
| 34 | 1er avril  | Predators    | Nashville | 4-1      | Lindell (Comeau - Dickinson) Robertson (Hintz - Pavelski) Benn (Gurianov - Klingberg) Heiskanen (Pavelski)                                                                            | 12-12-10 | 34  | Khudobin       | Bridgestone Arena        | [ fdm 34 ] |
| 35 | 3 avril    | Hurricanes   | Raleigh   | 3-2      | Cogliano (Pysyk - Comeau) Benn (Klingberg - Heiskanen) Kero (Robertson - Gurianov) | 13-12-10 | 36  | Oettinger      | PNC Arena                | [ fdm 35 ] |
| 36 | 4 avril    | Hurricanes   | Raleigh   | 0-1      | | 13-13-10 | 36  | Oettinger      | PNC Arena                | [ fdm 36 ] |
| 37 | 6 avril    | Blackhawks   | Chicago   | 2-4      | Cogliano (Comeau) Faksa (Lindell - Comeau) | 13-14-10 | 36  | Oettinger      | United Center            | [ fdm 37 ] |
| 38 | 8 avril    | Blackhawks   | Chicago   | 5-1      | Hintz (Benn - Pavelski) Robertson (Hintz - Lindell) Heiskanen (Benn - Hintz) Comeau (Cogliano) Comeau (Hintz)                                                                         | 14-14-10 | 38  | Khudobin       | United Center            | [ fdm 38 ] |
| 39 | 10 avril   | Panthers     | Dallas    | 1-4      | Robertson (Hintz - Pavelski) L'Esperance (Dowling) Benn (Pavelski - Hintz) Robertson                                                                                                  | 15-14-10 | 40  | Khudobin       | American Airlines Center | [ fdm 39 ] |
| 40 | 11 avril   | Predators    | Dallas    | 2-3 (TF) | Hintz (Klingberg) · Oleksiak (Hintz) · TF : Robertson - Pavelski - Hintz | 15-14-11 | 41  | Khudobin       | American Airlines Center | [ fdm 40 ] |
| 41 | 13 avril   | Panthers     | Dallas    | 3-2 (P)  | Robertson (Benn - Klingberg) Pavelski (Robertson - Benn) | 15-14-12 | 42  | Khudobin       | American Airlines Center | [ fdm 41 ] |
| 42 | 15 avril   | Blue Jackets | Dallas    | 1-4      | Gurianov (Dickinson - Hanley) Heiskanen (Oleksiak - Gurianov) Gurianov (Lindell - Klingberg) Pavelski (Hintz - Robertson)                                                             | 16-14-12 | 44  | Oettinger      | American Airlines Center | [ fdm 42 ] |
| 43 | 17 avril   | Blue Jackets | Dallas    | 1-5      | Benn (Klingberg - Gurianov) Gurianov (Benn) Pavelski (Robertson - Lindell) Klingberg (Robertson - Hintz) Lindell (Hintz - Pavelski)                                                   | 17-14-12 | 46  | Oettinger      | American Airlines Center | [ fdm 43 ] |
| 44 | 19 avril   | Red wings    | Dallas    | 2-3 (TF) | Hintz (Heiskanen - Klingberg) · Robertson (Hintz - Heiskanen) · TF : Robertson - Pavelski - Hintz - Heiskanen - Gurianov                                                              | 18-14-12 | 48  | Khudobin       | American Airlines Center | [ fdm 44 ] |
| 45 | 20 avril   | Red wings    | Dallas    | 2-5      | Kero (Benn) Robertson (Dickinson - Hanley) Pavelski (Robertson - Dickinson) Oleksiak (Gurianov) Comeau (Cogliano)                                                                     | 19-14-12 | 50  | Oettinger      | American Airlines Center | [ fdm 45 ] |
| 46 | 22 avril   | Red wings    | Détroit   | 3-7      | Faksa (Kero - Lindell) Pavelski (Klingberg - Hintz) Gurianov (Robertson - Kero) | 19-15-12 | 50  | Oettinger      | Little Caesars Arena     | [ fdm 46 ] |
| 47 | 24 avril   | Red wings    | Détroit   | 2-1 (P)  | Pysyk (Robertson - Oleksiak) Benn | 20-15-12 | 52  | Khudobin       | Little Caesars Arena     | [ fdm 47 ] |
| 48 | 26 avril   | Hurricanes   | Dallas    | 3-4 (P)  | Pavelski (Robertson - Benn) Dickinson (Lindell - Benn) Gurianov (Benn) Benn (Robertson)                                                                                               | 21-15-12 | 54  | Oettinger      | American Airlines Center | [ fdm 48 ] |
| 49 | 27 avril   | Hurricanes   | Dallas    | 5-1      | Robertson | 21-16-12 | 54  | Khudobin       | American Airlines Center | [ fdm 49 ] |
| 50 | 29 avril   | Lightning    | Tampa     | 0-3      | | 21-17-12 | 54  | Oettinger      | Amalie Arena             | [ fdm 50 ] |
| 51 | 1er mai    | Predators    | Nashville | 0-1 (P)  | | 21-17-13 | 55  | Khudobin       | Bridgestone Arena        | [ fdm 51 ] |
| 52 | 3 mai      | Panthers     | Sunrise   | 4-5 (P)  | Pavelski (Hintz - Robertson) Robertson Kiviranta (Kero - Oleksiak) Seguin (Gurianov - Klingberg)                                                                                      | 21-17-14 | 56  | Oettinger      | BB&T Center              | [ fdm 52 ] |
| 53 | 5 mai      | Lightning    | Tampa     | 2-6      | Seguin (Pavelski - Robertson) Sekera (Hanley - Hintz) | 21-18-14 | 56  | Oettinger      | Amalie Arena             | [ fdm 53 ] |
| 54 | 7 mai      | Lightning    | Tampa     | 5-2      | Oleksiak (Heiskanen - Kero) Pavelski (Hintz) Hintz (Kiviranta - Pavelski) Kiviranta (Pavelski - Benn)                                                                                 | 22-18-14 | 58  | Khudobin       | Amalie Arena             | [ fdm 54 ] |
| 55 | 9 mai      | Blackhawks   | Chicago   | 2-4      | Gurianov (Benn) Pysyk (Faksa) | 22-19-14 | 58  | Khudobin       | United Center            | [ fdm 55 ] |
| 56 | 10 mai     | Blackhawks   | Chicago   | 5-4 (P)  | Pavelski (Klingberg - Hanley) Heiskanen (Klingberg - Benn) Kiviranta (Gurianov - Heiskanen) Dickinson (Robertson) Robertson (Benn - Klingberg)                                        | 23-19-14 | 60  | Oettinger      | United Center            | [ fdm 56 ] |

### Classement de l'équipe
L'équipe des Stars finit à la cinquième place de la division Centrale Discover et ne se qualifient pour les Séries éliminatoires, les Hurricanes de la Caroline sont sacrés champions de la division. Au niveau de la Ligue nationale de hockey, cela les place à la dix-septième place, les premiers étant l'Avalanche du Colorado avec huitante-deux points.
| Clt   | Équipe                    | PJ | V  | D  | DP | BP  | BC  | Pts |
| ----- | ------------------------- | -- | -- | -- | -- | --- | --- | --- |
| +001, | Hurricanes de la Caroline | 56 | 36 | 12 | 8  | 179 | 136 | 80  |
| +002, | Panthers de la Floride    | 56 | 37 | 14 | 5  | 189 | 153 | 79  |
| +003, | Lightning de Tampa Bay    | 56 | 36 | 17 | 3  | 181 | 147 | 75  |
| +004, | Predators de Nashville    | 56 | 31 | 23 | 2  | 156 | 154 | 64  |
| +005, | Stars de Dallas           | 56 | 23 | 19 | 14 | 158 | 154 | 60  |
| +006, | Blackhawks de Chicago     | 56 | 24 | 25 | 7  | 161 | 186 | 55  |
| +007, | Red Wings de Détroit      | 56 | 19 | 27 | 10 | 127 | 171 | 48  |
| +008, | Blue Jackets de Columbus  | 56 | 18 | 26 | 12 | 137 | 187 | 48  |

- En gras : champion de la saison régulière
- En italique : qualifié pour les séries éliminatoires

Avec cent-cinquante-huit buts inscrits, les Stars possèdent la dix-huitième attaque de la ligue, les meilleures étant l'Avalanche du Colorado avec cent-nonante-sept buts et les moins performants étant les Ducks d'Anaheim avec cent-vingt-six buts. Au niveau défensif, les Stars accordent cent-cinquante-quatre buts, soit une onzième place pour la ligue, les Golden Knights de Vegas est l'équipe qui a concédé le moins de buts (cent-vingt-quatre) alors qu'au contraire, les Flyers de Philadelphie en accordent deux-cent-un buts.

### Meneurs de la saison
Joe Pavelski est le joueur des Stars qui a inscrit le plus de buts (vingt-cinq), le classant à la 11e position au niveau de la ligue. Ce classement est remporté par Auston Matthews des Maple Leafs de Toronto avec quarante et une réalisations. 
Le joueur comptabilisant le plus d'aides chez les Stars est John Klingberg avec vingt-neuf, ce qui le classe au 43e rang au niveau de la ligue. le meilleur étant Connor McDavid des Oilers d'Edmonton avec septante et une passes comptabilisées.
Joe Pavelski, obtenant un total de cinquante et un points est le joueur des Stars le mieux placé au classement par point, terminant à la 22e place au niveau de la ligue. Connor McDavid en comptabilise cent-quatre pour remporter ce classement.
Au niveau des défenseurs, John Klingberg est le défenseur le plus prolifique de la saison avec un total de trente-six points, terminant à la 12e place au niveau de la ligue. Tyson Barrie des Oilers d'Edmonton est le défenseur comptabilisant le plus de points avec un total de quarante-huit.
Concernant les Gardien, Anton Khudobin accorde septante-six buts en mille-sept-cent-nonante-cinq minutes, pour un pourcentage d’arrêt de nonante, cinq et Jake Oettinger accorde soixante-trois buts en mille-six-cent-quatre minutes, pour un pourcentage d'arrêt de nonante et un, un. Jack Campbell est le gardien ayant accordé le moins de buts (quarante-trois) et Connor Hellebuyck le plus (cent-douze), Hellebuyck est également le gardien disputant le plus de minutes de jeu (deux-mille-six-cent-deux), Alexander Nedeljkovic est le gardien présentant le meilleur taux d’arrêts avec (nonante-trois, deux) et Carter Hart le pire (huitante-sept, sept.
À propos des recrues, Jason Robertson comptabilise quarante-cinq points, finissant à la 2e place au niveau de la ligue. Kirill Kaprizov du Wild du Minnesota est la recrue la plus prolifique avec un total de cinquante et un point.
Enfin, au niveau des pénalités, les Stars ont totalisé quatre-cent-dix minutes de pénalité dont trente-sept minutes pour Blake Comeau, ils sont la vingtième équipe la plus pénalisée de la saison. Le joueur le plus pénalisé de la ligue est Tom Wilson des Capitals de Washington avec nonante-six minutes et l'équipe la plus pénalisée est le Lightning de Tampa Bay.